# Lyduvėnai
 Lyduvėnai  est un village du district Raseinia dans l'Apskritis de Kaunas en Lituanie. En 2011, la population est de 99 habitants.

## Histoire
Au debut de l'opération Barbarossa, le 23 juin 1941, la 1ere division panzer de la Wehrmacht, appuyée par un commando spécial, prendra intact le pont ferroviaire de Lyduvenai, par où transitera tout le trafic du groupe armé Nord, et qui provoquera la perte de la Lituanie par l'Union Soviétique. 
En août 1941, 300 juifs du villages et des communes voisines sont assassinés dans une exécution de masse perpétrée par un einsatzgruppen de nationalistes lituaniens du village.